# IC 3581
IC 3581 ist eine Galaxie vom Hubble-Typ Sa? im Sternbild Coma Berenices am Nordsternhimmel, die schätzungsweise 309 Millionen Lichtjahre von der Milchstraße entfernt ist.
Das Objekt wurde am 23. März 1903 von Max Wolf entdeckt.